# 村田定雄
村田 定雄（むらた さだお、1896年（明治29年）8月5日 - 1981年（昭和56年）2月2日）は、大日本帝国陸軍軍人。最終階級は陸軍少将。功四級

## 経歴
1896年（明治29年）に福岡県で生まれた。陸軍士官学校第31期、陸軍大学校第40期卒業。1939年（昭和14年）に北支那方面軍参謀として日中戦争に出動。1940年（昭和15年）陸軍歩兵大佐に進級と同時に第21師団参謀長に転じる。徐州に駐屯し、魯南剿共作戦、中原会戦で戦果を収めた。
1941年（昭和16年）に陸軍省兵務局附を経て、1944年（昭和19年）7月に第12師団参謀長となり、8月に陸軍少将に進級。台湾新竹に出征し、1945年（昭和20年）2月には第10方面軍隷下の独立混成第100旅団長兼高雄要塞司令官となり、終戦を迎えた。
1947年（昭和22年）11月28日、公職追放仮指定を受けた。